# Народна скупштина Србије у Крагујевцу 1878.
Редовни сазив Народне скупштине за 1877. био је одржан у Крагујевцу од 24. јуна до 25. јула 1878.

## Скупштина у Крагујевцу 1878.
После уопешно завршеног другог српско-турског рата, којом приликом су заузети градови Ниш, Врање и Пирот, састао се у Берлину конгрес великих сила. На томе конгресу призната је независност Србије. На управи земље налазило се још увек „акционо министарство" коме је на челу био Стевча Михајловић. Народна скупштина, у току другог српско-турског рата, није се састајала, али је по завршеном Берлинском конгресу сазвана у свој трећи, и последњи, редовни сазив за 24. јун 1878. у Крагујевцу. За председника скупштине Кнез је, од предложених шест лица, поставио Димитрија Матића, a за потпредседника Вују Васића. За секретаре изабрани су били Илија Стојановић, Алекса Стевановић, Димитрије Стојковић и Панта Савић.
Главно питање које је имала да сврши ова Народна скупштина, било је примање Берлинског уговора, о коме је Скупштини поднео исцрпна обавештења министар иностраних послова Јован Ристић. Но сем тога она је имала да донесе многе друге одлуке, да ликвидира ратно стање које је трајало неколико година.
До 25. јула 1878, када је закључена, ова скупштина донела је следеће законе: закон о буџету прихода и расхода ослобођених предела за 1878. год.; закон о узимању на знање и одобрењу привремених закона и наређења издатих за време када Скупштина није била на окупу („ратни закони"); закон о буџету државних прихода и расхода за рачунску 1878 годину; закон о потпори војних инвалида и породица погинулих војника; * закона о метарским мерама, тач. IV, чл. 35; закон о ванредним државним приходима и расходима за 1878 годину; * закона о скупштинским стенографима; закон, којим се прима међународна поштанска конвенција; закон о књижарској радњи; ** закона о устројству општина и општинских власти; закон о допуној помоћи за ратне страдалнике; ** закона о судском поступку; закон којим се узимају на знање чланови Берлинског уговора који се односе на Србију; закон којим се одобрава уговор између Србије и Аустрије, склопљен у Берлину, о железници, трговини и о просецању Ђердапа; закон којим се продужује закон о ратним страдалницима; закон о продужењу мораторног стања.
Са свршеним трећим редовним сазивом, законодавној Народној скупштини изабраној 3. августа 1875. за 1875, 1876. и 1877. годину, истекао је Уставом предвиђени рок. Она је била распуштена, a одређен  нови избор посланика с тим да се следећа Народна скупштина састане у новоослобођеном Нишу.